# فرودگاه ژنرال پیکو
فرودگاه ژنرال پیکو (به انگلیسی: General Pico Airport) (به زبان بومی: Aeropuerto de General Pico) یک فرودگاه با کد یاتا GPO است . این فرودگاه در کشور آرژانتین قرار دارد .